# Love, Love, Love – The Very BesT.Love
Love, Love, Love – The Very BesT.Love – dwupłytowy album zespołu T.Love, wydany 7 listopada 2008. Na płytach znajduje się 40 największych przebojów zespołu a także 2 całkiem nowe kompozycje – „Love Love Love” i „Prawdziwe życie”, zarejestrowane we wrześniu 2008 roku w Studio S-4 pod okiem Leszka Kamińskiego.
Foto: Michał Wasążnik, Wojtek Dyja, Robert Król, Mietek Włodarski, Andrzej Świetlik, Andrzej Georgiew, Piotr Bolko, Jacek Poremba, Robert Ceranowicz i domowe archiwum Muńka. Projekt graficzny: Kuba Czubak.
Nagrania dotarły do 4. miejsca listy OLiS.

## Lista utworów

### CD1
1. „To wychowanie” – 2:36
2. „IV Liceum” – 2:23
3. „My marzyciele” – 3:10
4. „Autobusy i tramwaje” – 2:32
5. „Na bruku” – 3:48
6. „Warszawa” – 4:13
7. „King” – 4:28
8. „Dzikość serca” – 4:58
9. „I Love You” – 5:09
10. „Potrzebuję wczoraj” – 3:25
11. „Bóg” – 3:57
12. „Jak żądło” – 3:17
13. „Jest super” – 4:00
14. „Chłopaki nie płaczą” – 3:19
15. „Stokrotka” – 4:23
16. „Banalny” – 3:21
17. „Ajrisz” – 3:20
18. „Nie, nie, nie” – 4:00
19. „Gnijący świat” – 4:33
20. „Jazz nad Wisłą” – 3:06
21. „Love Love Love” – 3:22 (nowy utwór)

### CD2
1. „Gwiazdka” – 2:00
2. „Karuzela” – 2:21
3. „Zabijanka” – 1:43
4. „Garaż” – 3:17
5. „Szara młódź” – 4:10
6. „Śpiewam bęben” – 4:48
7. „Pocisk miłości” – 4:33
8. „Nabrani” – 2:53
9. „Motorniczy” – 3:33
10. „Pani z dołu” – 4:26
11. „Stany” – 4:35
12. „Syn miasta” – 3:20
13. „To nie jest miłość” – 3:17
14. „Dzień” – 3:03
15. „1996” – 4:24
16. „Klaps” – 5:09
17. „Piosenka” – 3:40
18. „Jazda” – 4:25
19. „Moje pieniądze” – 3:57
20. „Polish Boyfriend” – 2:55
21. „Prawdziwe życie” – 4:23 (nowy utwór)